# Карасёва, Марина Валериевна
Мари́на Вале́риевна Карасёва (род. 8 августа 1958, Москва, СССР) — российский музыковед, заслуженный деятель искусств России (2010), педагог, доктор искусствоведения, профессор Московской государственной консерватории им. П. И. Чайковского, профессор кафедры теории музыки Московской консерватории, советник ректора, член Союза композиторов России, член Российско-американской ассоциации выпускников программы «Fulbright», Senior Fulbright Scholar (USA), M.A. NLP, член Учёного и Диссертационного совета МГК, член Научного комитета Общества теории музыки РФ. Сооснователь социальной сети для музыкантов Splayn и куратор сети со стороны Московской консерватории.
Тема докторской диссертации: «Сольфеджио — психотехника развития музыкального слуха» (Московская консерватория, 2000)

## Приоритетные области исследовательских интересов
- сольфеджио, музыкальный слух и методика его развития,
- психология музыкального воздействия, социальная психология музыки, социология музыки,
- музыкальное образование, культурология, музыка и лингвистика.

## Биография

### Начальное музыкальное образование
Начала заниматься музыкой в возрасте пяти лет под руководством своей бабушки, фортепианного педагога музыкальной школы им. Дунаевского Тамары Вячеславовны Погожевой.
Продолжила учёбу в музыкальной школе № 29 (в Лефортово) по классу фортепиано (педагог З.В. Вязова) и сольфеджио (педагог Ю.А. Шахназарова).
Одновременно занималась композицией в музыкальной школе им. Дунаевского (класс Т.Н. Родионовой).
В начале 1972 (по настоянию Д. А. Блюма) перевелась в музыкальную школу училища при Московской консерватории (класс фортепиано Н.А. Хачатурян, класс сольфеджио В.Г. Жадановой и Т. А. Калужской) и закончила её с отличием в 1973.

### Профессиональное образование
Окончила
— В 1977 теоретическое отделение Музыкального училища при Московской консерватории (с посещением класса композиции К. К. Баташова). Стипендия имени Ленина, диплом с отличием.
— В 1982 теоретико-композиторский Факультет Московской консерватории по кафедре теории музыки. Стипендия имени Римского-корсакова, диплом конкурса студенческих работ по общественной тематике (за работу о Марене Мерсенне, руководитель Т. В. Чередниченко), диплом с отличием).
Дипломная работа «К проблеме слухового освоения музыки XX века. Систематизация методик сольфеджио» (научный руководитель Ю. Н. Холопов, научный консультант Д. А. Блюм) экспонировалась на выставке «Советская культура», ВДНХ, Москва).
— В 1988 аспирантуру Московской консерватории (научный руководитель проф. Ю. Н. Холопов). Аттестат с отличием.
В 1989 защитила кандидатскую диссертацию на тему: «Теоретические проблемы современного сольфеджио» (Московская консерватория).
В 1997—1998 стажировалась в Московском центре нейролингвистического программирования.
Получила Международный сертификат мастера НЛП (M.A. NLP).
В 1999—2000 находилась в докторантуре Московской консерватории.
В 2000 защитила докторскую диссертацию (по монографии) на тему: «Сольфеджио — психотехника развития музыкального слуха».
В 2004-2006 занималась изучением японского языка при Посольстве Японии. Получила международные лингвистические сертификаты Японского фонда JLPT IV и III уровня владения японским языком (2005—2006).

### Профессиональная деятельность
В 1982—1996 вела музыкально-теоретические предметы в Центральной специальной музыкальной школе (ЦМШ) при Московской консерватории.
С 1982 преподаёт на кафедре теории музыки Московской консерватории сольфеджио и гармонию у музыковедов, композиторов, дирижёров-хоровиков и студентов-инструменталистов.
В 2002—2003 — руководитель Вычислительного центра Московской консерватории.
В 2002-2009 создала и читала авторский курс лекций «Музыка в рекламе» и «Социальная психология музыки» в МГУ им. Ломоносова на факультете психологии.
В 2005-2012 создала и читала авторский курс «Социология музыки» В Высшей школе экономики (ВШЭ) на факультете социологии.
Автор более 50 трудов в области музыкального искусства: методических программ по сольфеджио, книг, статей (в том числе более 15 на иностранных языках) по развитию музыкального слуха, психологии музыкального восприятия, создатель первой и России и за рубежом комплексной системы слухового освоения музыки XX века, авторских курсов: «социальная психология музыки» и «социология музыки», новых методических разработок по методике освоения интонации при изучении иностранных языков, автор ряда публицистических работ в области культурной политики.
Участник научного проекта: «Психотехнология музыкальной деятельности». (Грант Российского гуманитарного научного фонда (РГНФ), 1997—1999).
Учёный-стипендиат научного фонда «Fulbright» (1999—2000, Университет Мэриленда, США. Тема исследования: «Музыкальная психотехнология — новый подход на перекрёстке наук: когнитивного музыкознания и практической психологии»).
Проводит тренинги и мастер-классы по психотехнике музыкального воздействия в России и за рубежом. С 2000 регулярно выступает с докладами на международных научных конференциях за рубежом (в США, Европе, Японии, Китае).
Организатор и участник государственного музыкально-образовательного проекта на портале Культура.рф по видеозаписи лекций по музыкальному искусству профессоров Московской консерватории (2012).

### Семья
М. В. Карасёва выросла в семье, в сложившихся традициях которой, на протяжении нескольких поколений, было сочетание научно-исследовательских и музыкально-творческих интересов.
Дед, Карасёв Вадим Анатольевич (1900—2003) и отец, Карасёв Валерий Вадимович (1932—2003) были крупными инженерами, авторами многочисленных научных изобретений и разработок в области электротехники и астрофизики, внедрённых в гражданское и военное производство.
Среди родственников М. В. Карасёвой в музыкальной среде: Погожева Тамара Вячеславовна, педагог по классу фортепиано, автор методических программ и разработок для музыкальных школ; Погожева Татьяна Вячеславовна, педагог по классу скрипки, автор методической системы раннего музыкального обучения детей на скрипке; Безродный Игорь Семёнович (1930—1997) скрипач, дирижёр, профессор МГК им. П. И. Чайковского, народный артист РСФСР (1978); Безродный Сергей Игоревич (род. 1957), пианист, солист оркестра «Виртуозы Москвы»; Карасёва Вера Анатольевна, педагог и композитор; Тухманов Давид Фёдорович (род. 1940), композитор, народный артист РФ (2000).

## Награды и звания
- Заслуженный деятель искусств РФ (2010) — за заслуги в области искусства.

## Избранные сочинения

### Книги, учебники и учебные пособия
- Элементарная теория музыки и гармония. Экспресс-курс. М., 1994;
- Современное сольфеджио. Учебник для музыкальных вузов. В 3 частях. М., 1996;
- Сольфеджио — психотехника развития музыкального слуха. М., 1999 (2-е изд. — М., 2002, 3-е изд. - 2009);
- «Gradus ad Harmoniam». М., 2002;
- «Музыка на два голоса». Двухголосные этюды для пения, игры и записи музыкального диктанта. Тембровые аудио-диктанты. М.., 2005;
- Музыка в рекламе. М., 2006;
- Японское сольфеджио — искусство мелодической интонации. М, 2008

### Методические программы
- Методика сольфеджио для музыкальных вузов. М., 2001;
- Программы по курсу сольфеджио для музыкальных вузов по специальности «Музыковедение» и «Композиция» и «Хоровое дирижирование». М., 2003.

### Основные статьи
- Сольфеджио // Энциклопедический словарь юного музыканта. М., 1985. С. 292—293;
- Модальные лады в музыке XX века (К проблеме их слухового освоения) // Традиционное и новаторское в современной музыке: Сб. статей. М., 1987. С. 5-19;[2]
- Теоретические проблемы перестройки курса сольфеджио в вузе // Актуальные проблемы развития искусства и культуры: Сб. статей. М., 1988. С. 241—250;[3]
- Серия статей (9) в Музыкальном энциклопедическом словаре. М., 1990;
- Каким быть современному сольфеджио? // Laudamus: Сб. статей. М., 1992. С. 273—280;[4]
- Освоение ритмических трудностей в вузовском курсе сольфеджио // Воспитание музыкального слуха: Сб. статей. Вып. 3. М., 1993. С. 34-48;[5]
- NLP-3: дайте спеть виолончели! // НЛП. Вестник современной практической психологии. № 4. М., 1998. С. 7-14;[6]
- Сольфеджио — психотехника развития современного профессионального слуха // Воспитание музыкального слуха: Сб. статей. Вып. 4. М., 1999. С. 67-85;[7]
- НЛП и музыкотерапия глазами музыканта // Вестник НЛП. Современная практическая психология. Вып. 1. М., 1999. С. 125—153;[8]
- Профессиональный музыкальный слух в контексте современной практической психологии // Музыкальная академия. 1999 № 4.. С. 172—185;[9]
- «Chicken Soup из Курочки Рябы». Кто станет ректором Московской консерватории // Независимая газета, 2001, № 3 (62), 16.02.2001. С. 9;[10]
- Маркетинг в творческих вузах: психологические аспекты стратегии // Организация службы маркетинга в образовательном учреждении: Сб. статей. М., 2002. С. 27-31;
- Григорий Воронов — Марина Карасева: «Стратегии творчества» // Музыкальная академия. 2002 № 1. C. 39-49;[11]
- Дипломатия на языке музыки: государственный гимн как жанр мультикультурной коммуникации // Профессионалы за сотрудничество: Сб. статей. Вып. 5. М., 2002. С. 196—206;[12]
- НЛП и музыкальная терапия // Материалы 5-й Всероссийской научно-практической конференции по психотерапии и клинической психологии. М., 2002. С. 21-25;
- Русское сольфеджио эпохи постмодерна, или постмодерн в зеркале методики // Юрий Николаевич Холопов и его научная школа: Сб. статей. М., 2003. С. 333—339;[13]
- «Любой в консерватории улыбнется, услышав, что Соколов — человек Швыдкого» // Известия, 17.03.2004. C. 9;[14]
- Шаги на снегу: метапрограммы новорусской культуры и их использование в музыкальном маркетинге // Профессионалы за сотрудничество: Сб. статей. Вып. 6. М., 2004. С. 197—228;[15]
- Изучая язык мелодически: Методика слухового освоения японской речевой интонации способом её музыкального нотирования // Глобализация и национальная идентичность: Сб. статей. Казань, 2004. С. 207—212;
- Гуманитарно-творческое образование в России и США // Российско-американские отношения в условиях глобализации: Сб. статей. М., 2005. С. 73-80;[16]
- Власть музыки в музыке власти. Социально-психологические основы восприятия музыкальных паттернов государственного гимна (методические записки для музыковедов) // Музыка и музыкант в меняющемся социокультурном пространстве: Сб. статей. Ростов-на-Дону, 2005. С. 153—163;[17]
- Современный музыкальный слух и вызовы нового тысячелетия: как нам реорганизовать сольфеджио? // Музыка и музыкант в меняющемся социокультурном пространстве: Сб. статей. Ростов-на-Дону, 2005. С. 72-86;[18]
- «Эдит-пиар» // Время новостей. 06.10.2005. № 185. С. 10;[19]
- Если другой – native speaker? Оптимизация межкультурного диалога через адекватное интонирование / Преодолевая страх: на пути к глобальной безопасности. Волгоград, 2006.[20]
- Сольфеджио-XXI: между мечтой и прагматикой // Как преподавать сольфеджио в XXI веке. Сб. статей. М., 2006. C. 3-10.[21]
- Соц-арт начинает и выигрывает // Газета «Культура», № 41 (7602) 18 — 24 сент.2007. С. 4.
- Ю. Н. Холопов у истоков «современного сольфеджио» // Идеи Ю. Н. Холопова в XXI веке. К 75-летию со дня рождения. М., 2008.[22]
- Сольфеджио «мясное» и «рыбное» — специфика жанра. // Мастер русской гармонии. К 80-летию А. Н. Мясоедова". М., 2009. С. 279—298.[23]
- Перемена времени во время перемен: к полувековым итогам развития музыкально-слухового образования в России // Научный вестник Московской консерватории. 1/2010. C. 27-43.[24]
- О мастере – сквозь время / Дмитрий Блюм. Портрет с вариациями. К 100-летию со дня рождения: Статьи. Воспоминания. Беседы. – М. – Рыбинск. С. 137-157.[25]
- Поем Бартока на сольфеджио / Бела Барток сегодня. М., 2012.[26]
- О ложных маркер-пойнтерах: музыкальные стратегии в фильмах Тарантино. Научный вестник Московской консерватории. №3 2013. С. 82-97.[27]
- Музыкант и интернет: о специфике восприятия новых технологий в профессиональном гуманитарном обществе. Культурно-политологические аспекты американистики. Материалы международных конференций. / Под ред. М. Р. Кауль. М.: РГГУ. 2013. C. 308-318 (совм. c С. Уваровым).[28]
- Симметричные лады в музыке XX века: их психологическое влияние и применение в сольфеджио (“Symmetrical modes in the 20th century music psychological influence and its application to ear training». Симметрия: культура и наука. Т. 24. 2013 (In: Symmetry: Culture and Science. Vol. 24. 2013). Делфт. С. 367-373. (англ.).
- Учитель, ученик и пространство «2.0». Особенности изменения коммуникативных отношений в современной музыкальной педагогике // Научный вестник Московской консерватории  №3. 2014.[29]
- В ЦМШ. Картинки памятиТ.Л. Стоклицкая в воспоминаниях / Сб. статей. ЦМШ, М., 2015. С. 35-40.[30]
- Прожектор смотрит в никуда. По ту сторону оперы // Научный вестник Московской консерватории  №4. 2015.
- Professional Social Network for Musicians: a New Technological Approach for Strengthening of Humanitarian Society / ISIS Summit Vienna 2015 THE INFORMATION SOCIETY AT THE CROSSROADS Response and Responsibility of the Sciences of Information. 2015.[31] (англ.)